# آلفورد (ماساچوست)
آلفورد (به انگلیسی: Alford) شهرکی در شهرستان برکشایر ایالت ماساچوست می‌باشد که در سال ۱۷۷۳ بنیان‌گذاری شده‌است. این شهرک در سرشماری سال ۲۰۱۰ میلادی، ۴۹۴ نفر جمعیت داشته‌است.